# Nam-joseon-rodong-Partei
Die Nam-joseon-rodong-Partei (koreanisch: 남조선로동당, Transliteration: Nam-joseon-rodong-dang, in Deutsch: Süd-Joseon-Arbeiterpartei oder Arbeiterpartei Süd-Joseons) war zwischen 1946 und 1949 eine kommunistische Partei in Südkorea, das bis zu seiner Gründung am 15. August 1948 noch Süd-Joseon genannt wurde.

## Geschichte
Die Nam-joseon-rodong-dang ging aus der Joseon-gongsan-dang (조선공산당, in Deutsch: Joseons Kommunistische Partei oder Kommunistische Partei Joseons) und einigen Splittergruppen anderer Parteien hervor und wurde von Pak Hon-yong (박헌영) als Vorsitzender geführt.
Zum Zeitpunkt der Gründung, am 23. November 1946, war der südliche Teil Joseons durch amerikanische, der nördliche Teil durch sowjetische Truppen besetzt. 1947 beschloss die Generalversammlung der Vereinten Nationen auf der gesamten Koreanischen Halbinsel Wahlen durchführen zu lassen. Die sowjetische Regierung lehnten Wahlen in ihrem Sektor jedoch ab. Daher konnten die Wahlen im Mai 1948 nur im Südteil Joseons abgehalten werden.
Die Nam-joseon-rodong-dang orientierte sich an der Politik der Sowjetunion und der nordkoreanischen Schwesterpartei Joseon-rodong-dang 조선로동당, (deutsch: Joseon Arbeiterpartei) und lehnte die Wahlen ebenfalls ab. Ab 1947 kämpfte die Partei im Untergrund mit Guerilla-Taktik gegen den neu entstehenden südkoreanischen Staat. 1948 rief sie zum Generalstreik auf, konnte aber die Wahlen im Mai 1948 nicht verhindern. In der Folgezeit erhöhte die amerikanische Besatzungsmacht ihren Druck auf die kommunistische Untergrundbewegung. Führende Parteimitglieder wurden verhaftet, die restlichen flohen in den Norden, von wo aus die Untergrundarbeit im Süden fortgesetzt wurde. Im Juni 1949 vereinigten sich beide Parteien zur Joseon-rodong-dang (Joseon Arbeiterpartei), deren Vorsitzender Kim Il-sung (김일성) wurde.